# Yoshiteru Hirobe
Yoshiteru Hirobe (jap. 廣部 好輝, Hirobe Yoshiteru; * 8. August 1982 in der Präfektur Fukui) ist ein japanischer Badmintonspieler. 

## Karriere
Yoshiteru Hirobe besuchte die Shinmei-Mittelschule in Fukui, dann die Fujijima-Oberschule und schließlich die Chūō-Universität. Nach dem Studium trat er zum April 2005 in das Unternehmen Nihon Unisys ein für deren Werksteam er seitdem spielt.
Seinen ersten größeren Erfolg hatte er 2007 wo er bei der Badminton-Meisterschaft der Erwachsenen den zweiten Platz im Herrendoppel erreichte, 2008 gewann er das Doppel und wurde dritter im Mixed, 2009 zweiter im Doppel und 2010 dritter im Doppel. Bei den allgemeinen Badminton-Meisterschaften wurde er 2008 dritter im Doppel und zweiter im Mixed, 2009 dritter im Doppel und Mixed und 2010 zweiter im Doppel.
2009 wurde er bei den Austrian International im Herrendoppel Zweiter und gewann die Osaka International. Yoshiteru Hirobe wurde bei der Weltmeisterschaft 2009 17. im Herrendoppel mit Hajime Komiyama.
2010 wurde er bei den Korea Open, den Vietnam International und Denmark Open im Doppel Dritter, sowie bei den Osaka International und Dutch Open im Doppel Zweiter. Zugleich gewann Hirobe beim Thomas Cup 2010 mit dem japanischen Herrenteam Bronze.

## Sportliche Erfolge
| Saison | Veranstaltung              | Disziplin    | Platz | Name                               |
| ------ | -------------------------- | ------------ | ----- | ---------------------------------- |
| 2008   | Japan: Einzelmeisterschaft | Herrendoppel | 3     | Yoshiteru Hirobe / Hajime Komiyama |
| 2008   | Japan: Einzelmeisterschaft | Mixed        | 2     | Yoshiteru Hirobe / Yūko Kanamori   |
| 2009   | Austrian International     | Herrendoppel | 2     | Yoshiteru Hirobe / Hajime Komiyama |
| 2009   | Japan: Einzelmeisterschaft | Herrendoppel | 3     | Yoshiteru Hirobe / Hajime Komiyama |
| 2009   | Japan: Einzelmeisterschaft | Mixed        | 3     | Yoshiteru Hirobe / Yūko Kanamori   |
| 2009   | Osaka International        | Herrendoppel | 1     | Yoshiteru Hirobe / Hajime Komiyama |
| 2009   | Weltmeisterschaft          | Herrendoppel | 17    | Yoshiteru Hirobe / Hajime Komiyama |
| 2010   | Denmark Open               | Herrendoppel | 3     | Yoshiteru Hirobe / Kenta Kazuno    |
| 2010   | Dutch Open                 | Herrendoppel | 2     | Yoshiteru Hirobe / Kenta Kazuno    |
| 2010   | Japan: Einzelmeisterschaft | Herrendoppel | 2     | Yoshiteru Hirobe / Kenta Kazuno    |
| 2010   | Korea Open                 | Herrendoppel | 3     | Yoshiteru Hirobe / Hiroyuki Endo   |
| 2010   | Osaka International        | Herrendoppel | 2     | Yoshiteru Hirobe / Hiroyuki Endo   |
| 2010   | Thomas Cup                 | Herrenteam   | 3     | Japan                              |
| 2010   | Vietnam International      | Herrendoppel | 3     | Yoshiteru Hirobe / Hiroyuki Endo   |